# Leonor Watling

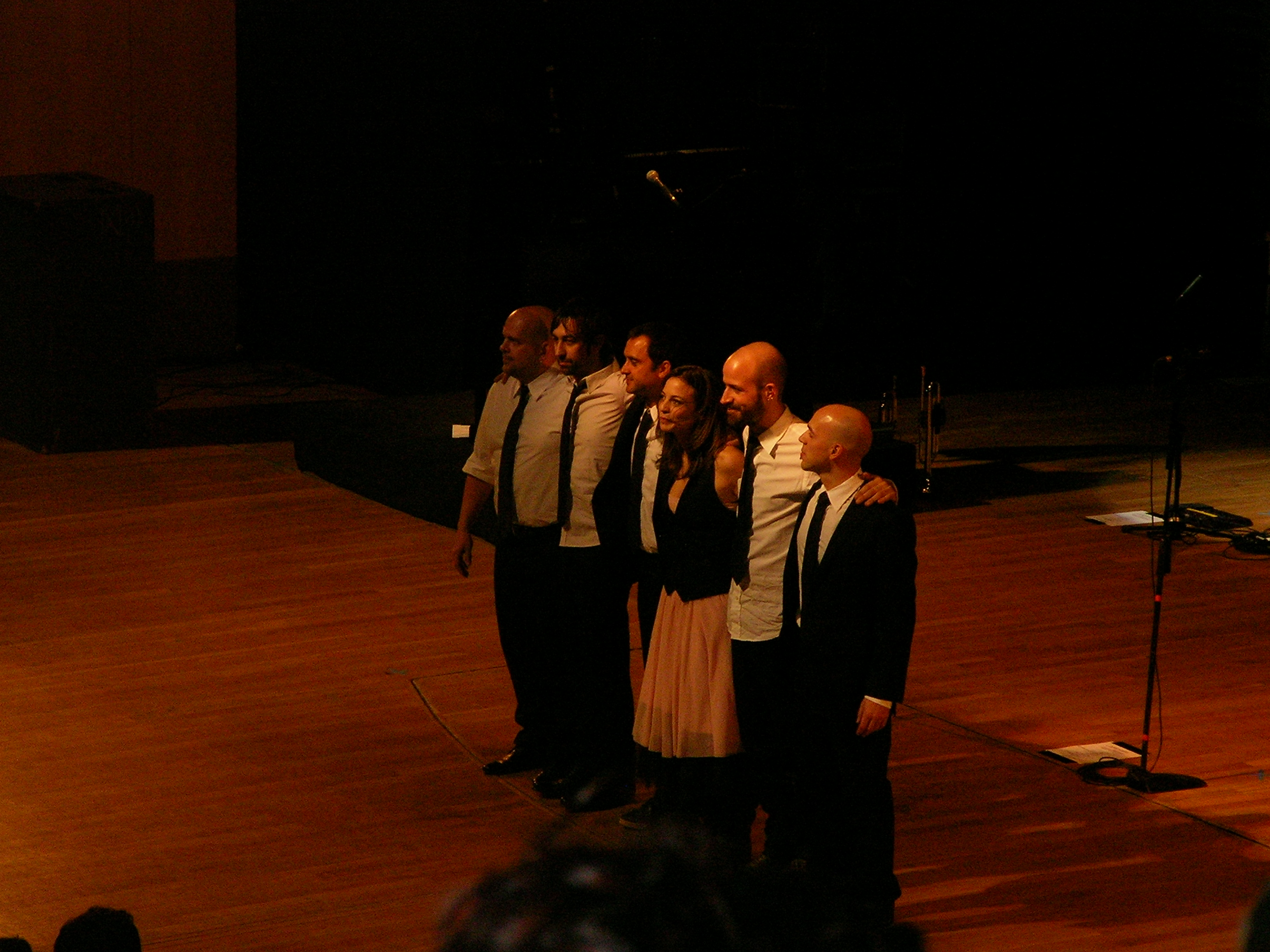
Leonor Watling (w środku) wraz z członkami zespołu Marlango, 19 stycznia 2008 roku.

Leonor Ceballos Watling (ur. 28 lipca 1975 w Madrycie) – hiszpańsko-brytyjska aktorka i wokalistka.

## Życiorys
Urodziła się w Madrycie jako córka Hiszpana i Brytyjki, ma trójkę rodzeństwa, z którym porozumiewa się w języku angielskim. Jej ojciec zmarł, gdy była nastolatką. Jako dziecko chciała zostać tancerką, lecz kontuzja kolana uniemożliwiła jej spełnienie tego marzenia. Po latach Watling wyruszyła do Londynu, gdzie pobierała lekcje aktorstwa.
Karierę rozpoczęła jako aktorka teatralna. Na dużym ekranie debiutowała rolą Grety w dramacie fantasy Wiszące ogrody (Jardines colgantes, 1993), od tego czasu zagrała w ponad czterdziestu filmach i projektach telewizyjnych. Popularność przyniosła jej tytułowa rola w serialu TVE Raquel busca su sitio (2000). Dwukrotnie, w 1998 i 2002 roku, była nominowana do nagrody Goya za udział w dramacie wojennym Godzina odważnych i komedii obyczajowej Moja matka woli kobiety (A mi madre le gustan las mujeres). Nagrodę CEC odebrała za występ w filmie Moje życie beze mnie (My Life Without Me, 2003). Przy boku Elijah Wooda i Johna Hurta pojawiła się w thrillerze The Oxford Murders (2008).
Alternatywnie udziela się w branży muzycznej. Jest wokalistką grupy Marlango, z którą koncertuje na terenie całej Europy.
Obecnie spotyka się z urugwajskim muzykiem, zdobywcą Oscara Jorge'm Drexlerem, z którym wspólnie wychowuje syna Lucę (ur. w styczniu 2009).

## Filmografia (wybór)
- Wiszące ogrody (Jardines colgantes, 1993) − Greta
- Todas hieren (1998) − Beatriz
- Grandes ocasiones (1998) − Bárbara
- Pierwsza noc mego życia (La Primera noche de mi vida, 1998) − Paloma
- La hora de los valientes (1998) − Carmen
- No respires, el amor está en el aire (1999) − Muriel
- Son de Mar (2002) − Martina
- Moja matka woli kobiety (A mi madre le gustan las mujeres, 2002) − Elvira
- Porozmawiaj z nią (Hable con ella, 2002) − Alicia
- Moje życie beze mnie (My Life Without Me, 2003) − Ann
- W mieście (En la ciudad, 2003) − Cristina
- Złe wychowanie (La mala educación, 2004) − Mónica
- Kroniki (Crónicas, 2004) − dziennikarka Marisa Iturralde
- Życie ukryte w słowach (The Secret Life of Words, 2005) − żona przyjaciela Josefa
- Trudne czasy (Malas temporadas, 2005) − Laura
- Tyrant Biały (Tirant lo Blanc, 2006) − Placer De Mi Vida
- Zakochany Paryż (Paris, je t'aime, 2006) − Pani domu
- Salvador (Puig Antich) (2006) − Cuca
- Święta Teresa (Teresa, el cuerpo de Cristo, 2007) − Doña Guiomar de Ulloa
- The Oxford Murders (2008) − Lorna

## Dyskografia (z zespołem Marlango)
- Marlango (2004)
- Automatic Imperfection (2005)
- Automatic Imperfection (edycja specjalna) (2006)
- Selection (2007)
- The Electrical Morning (2007)

## Nagrody i wyróżnienia
- 1999:
  - nominacja do nagrody Goya podczas Goya Awards za rolę w filmie La hora de los valientes
  - nagroda Sant Jordi podczas Sant Jordi Awards za rolę w filmie La hora de los valientes
- 2002:
  - nagroda Golden Egret podczas Miami Latin Film Festival za rolę w filmie Moja matka woli kobiety
- 2003:
  - nagroda Golden India Catalina podczas Cartagena Film Festival za rolę w filmie Moja matka woli kobiety
  - nominacja do nagrody CEC podczas Cinema Writers Circle Awards, Spain za rolę w filmie Moja matka woli kobiety
  - nagroda dla najlepszej aktorki filmowej podczas Fotogramas de Plata za rolę w filmie Moja matka woli kobiety
  - nominacja do nagrody Goya podczas Goya Awards za rolę w filmie Moja matka woli kobiety
  - nominacja do nagrody dla najlepszej odtwórczyni głównej roli żeńskiej w filmie podczas Spanish Actors Union za rolę w filmie Moja matka woli kobiety
- 2004:
  - nagroda CEC podczas Cinema Writers Circle Awards, Spain za rolę w filmach Moje życie beze mnie i W mieście
  - nagroda dla najlepszej odtwórczyni drugoplanowej roli żeńskiej w filmie podczas Spanish Actors Union za rolę w filmie Moje życie beze mnie
- 2005:
  - nagroda dla najlepszej aktorki podczas Barcelona Film Awards za rolę w filmie Nieświadomi
- 2006:
  - nominacja do nagrody dla najlepszej aktorki filmowej podczas Fotogramas de Plata za rolę w filmie Trudne czasy